# Lac George (Washington)
Pour les articles homonymes, voir Lac George.
Le lac George (en anglais : Lake George) est un lac américain dans le comté de Pierce, dans l'État de Washington. Il est situé à 1 307 mètres d'altitude au sein de la Mount Rainier Wilderness, dans le parc national du mont Rainier.
À proximité du lac se trouve la Lake George Patrol Cabin, une cabane en rondins inscrite au Registre national des lieux historiques depuis le 13 mars 1991.